# Étienne Carjat

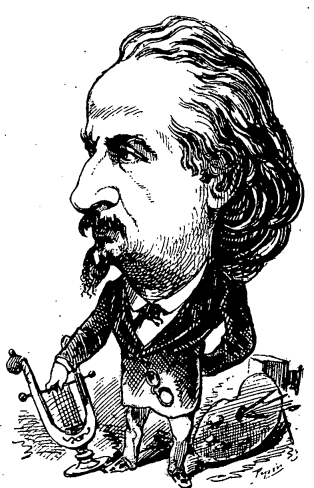
Karykatura Étienne Carjat

Étienne Carjat (ur. 28 marca 1828 w Fareins, zm. 19 marca 1906 w Paryżu) – francuski fotograf, karykaturzysta, dziennikarz i poeta.

## Publikacje
- Les Mouches vertes, satire (1868)[1]
- Peuple, prends garde à toi ! Satire électorale (1875)[2]
- Artiste et citoyen, poésies, précédées d'une lettre de Victor Hugo (1883)[3]

## Fotografie i karykatury

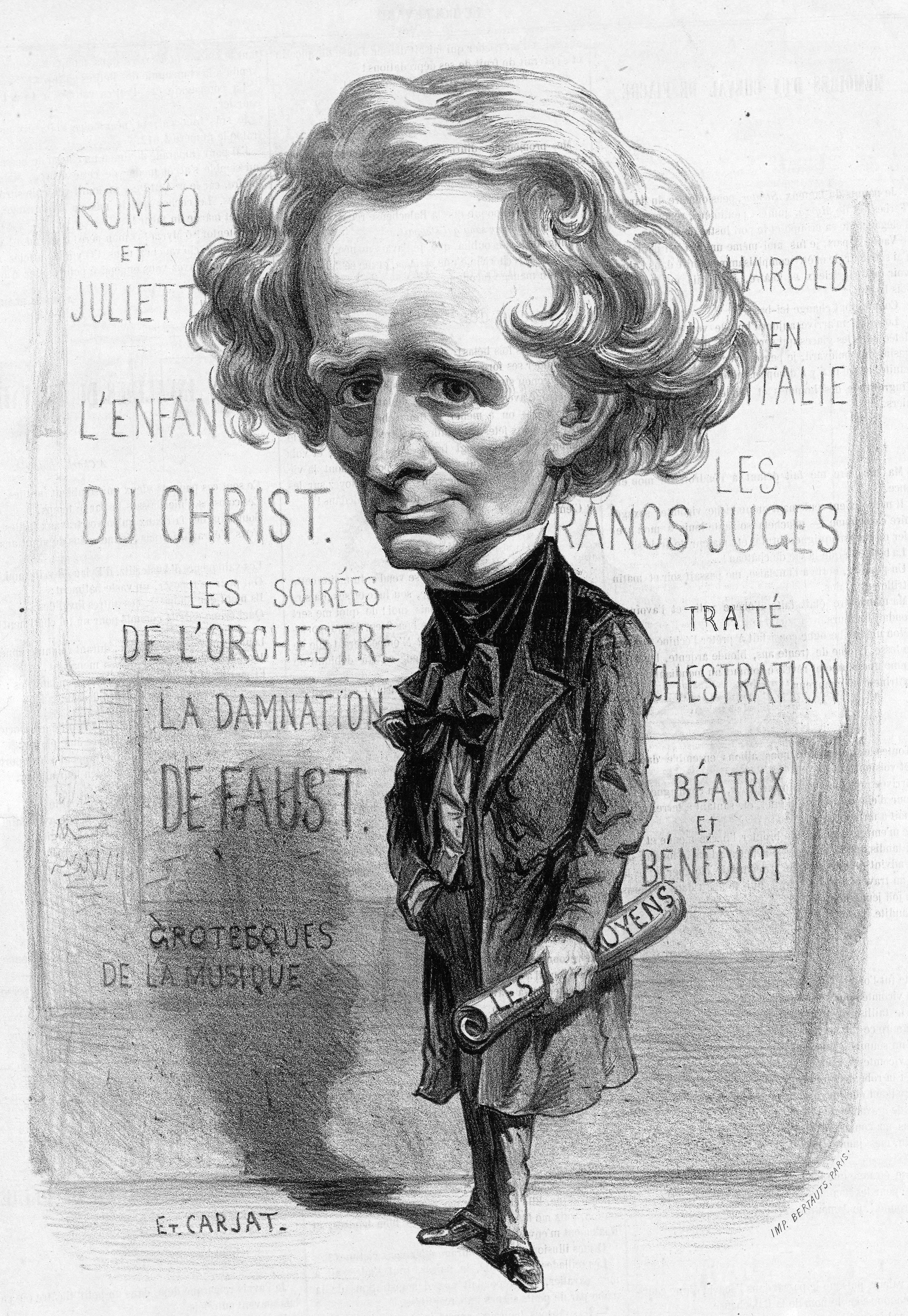
Hector Berlioz
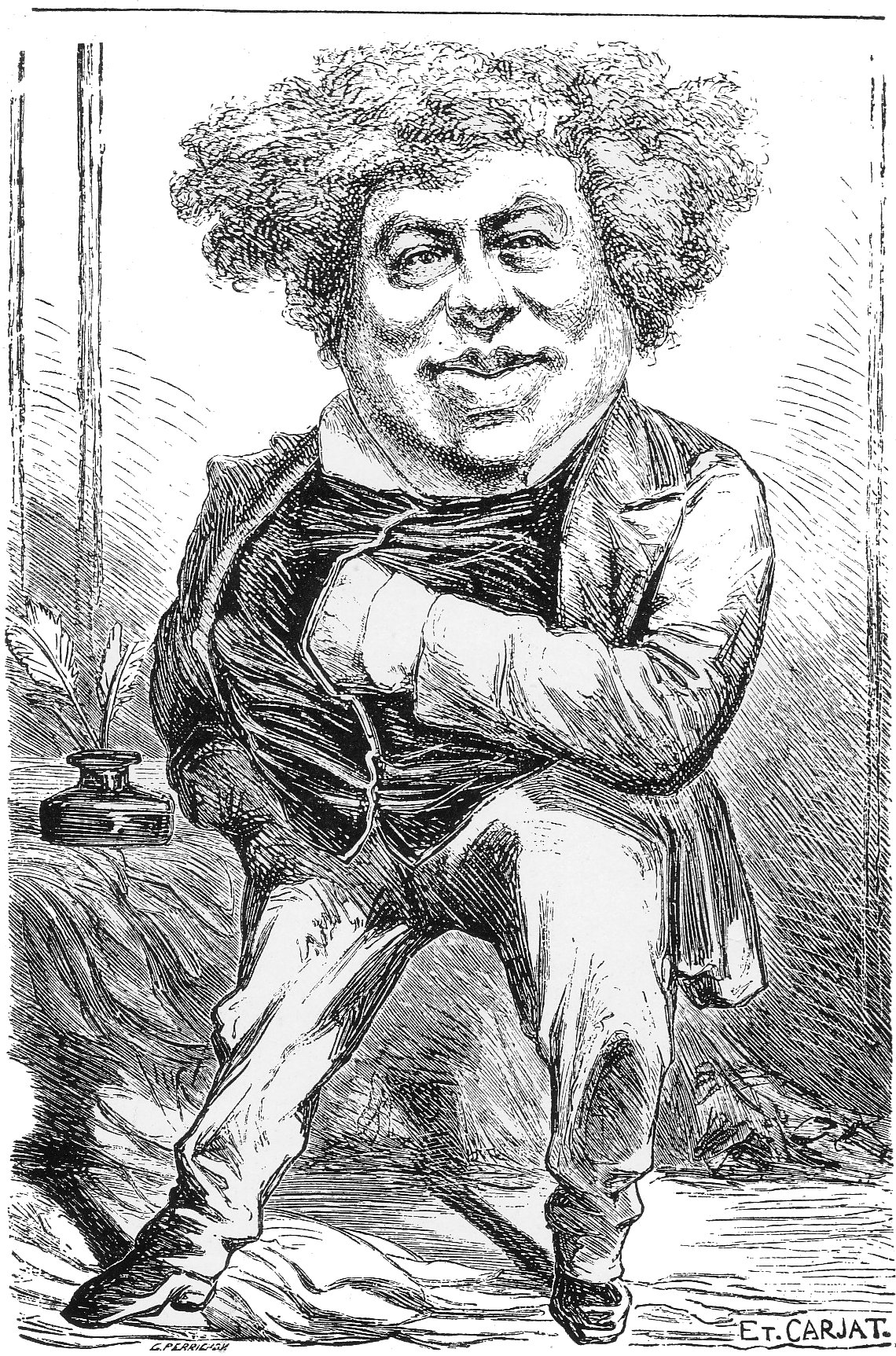
Alexandre Dumas
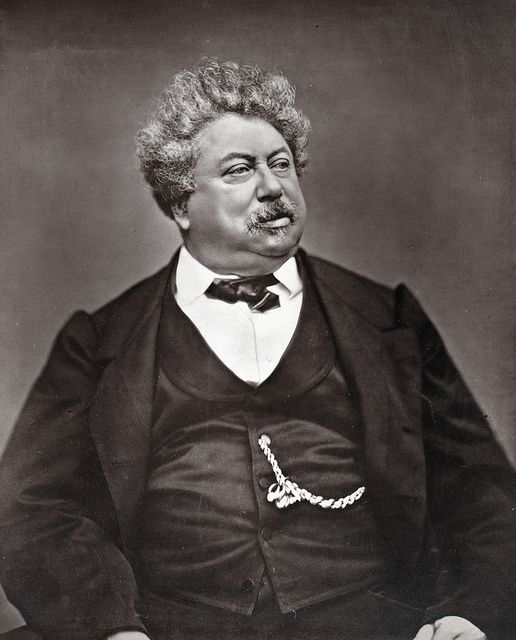
Alexandre Dumas
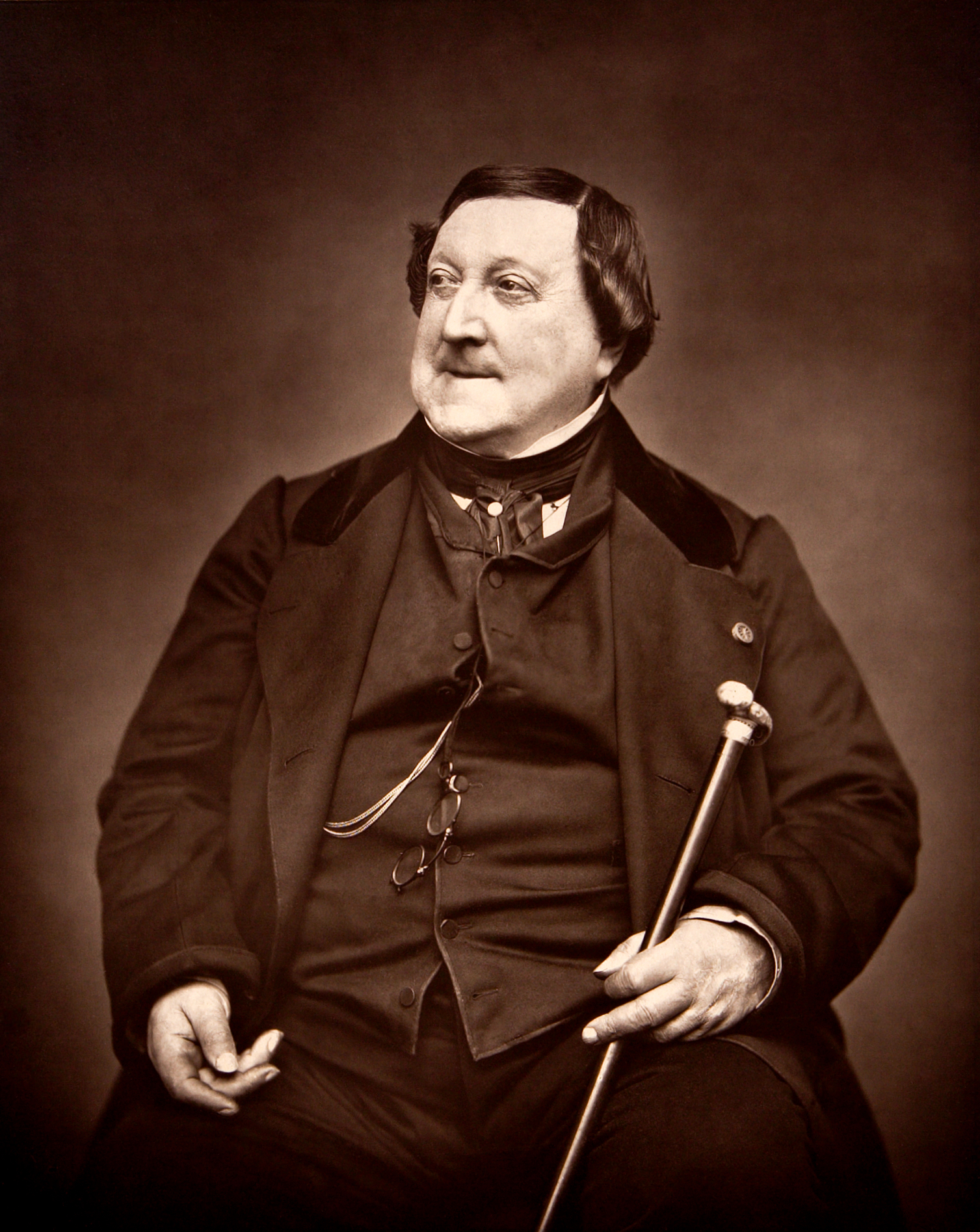
Gioacchino Rossini
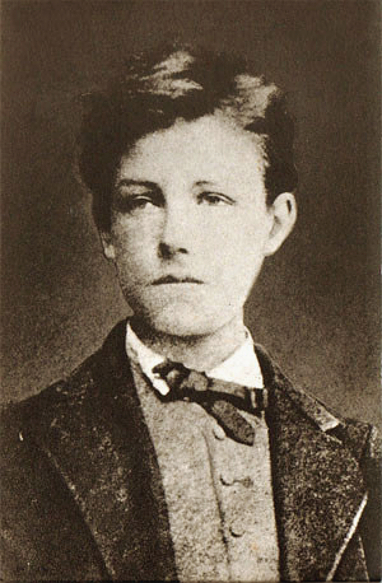
Arthur Rimbaud
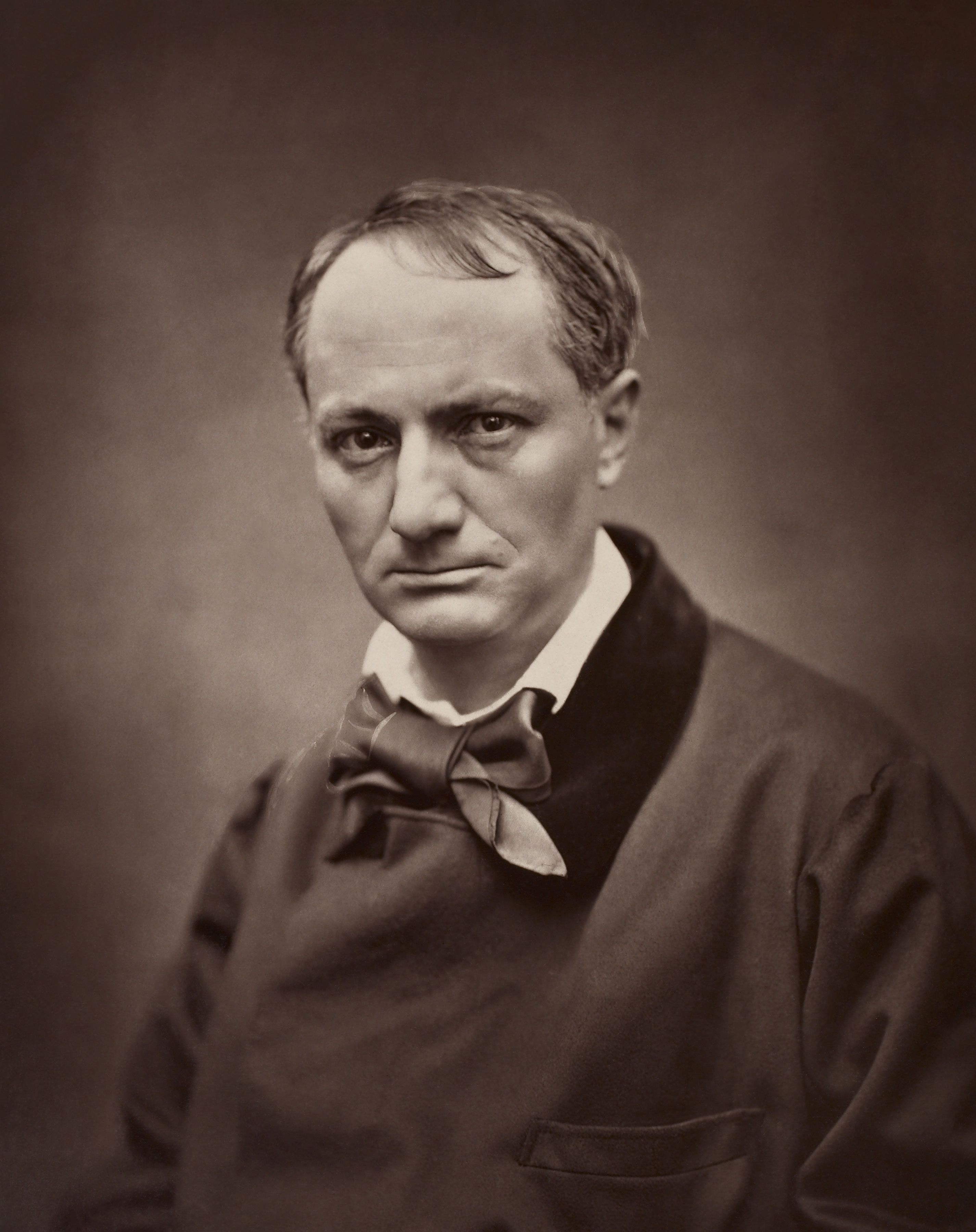
Charles Baudelaire